# خوان فرنسيسكو هيريديا
خوان فرنسيسكو هيريديا (بالإسبانية: Juan Francisco Heredia)‏ هو لاعب كرة قدم إسباني، ولد في 8 يوليو 1989 في لورقة في إسبانيا. لعب مع Lorca Deportiva CF ‏.

## وصلات خارجية
- خوان فرنسيسكو هيريديا على موقع قاعدة بيانات كرة القدم.إي يو (الإنجليزية)